# Saint-Sulpice-sur-Lèze
Saint-Sulpice-sur-Lèze – miejscowość i gmina we Francji, w regionie Oksytania, w departamencie Górna Garonna. Nazwa miejscowości pochodzi od imienia św. Sulpicjusza.
Według danych na rok 1990 gminę zamieszkiwały 1423 osoby, a gęstość zaludnienia wynosiła 102 osób/km² (wśród 3020 gmin regionu Midi-Pireneje Saint-Sulpice-sur-Lèze plasuje się na 246. miejscu pod względem liczby ludności, natomiast pod względem powierzchni na miejscu 825.).